# ساوثهام

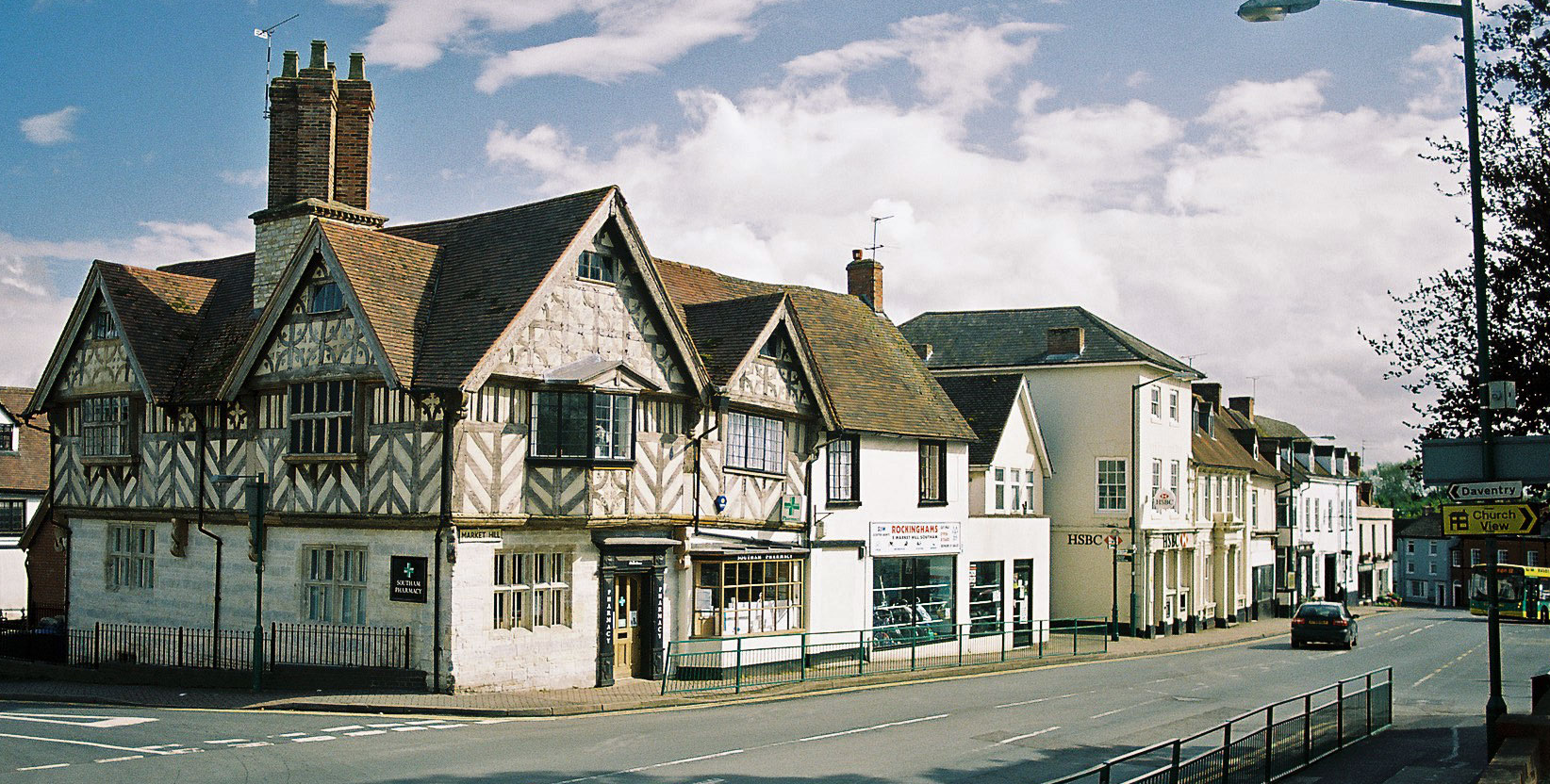
إحدى البلدات القديمة في ساوثهام

ساوثهام (بالإنجليزية: Southam) ، هي بلدة صغيرة تقع في مقاطعة وركشير في وسط إنجلترا، وتبلغ عدد سكانها نحو 6,000 نسمة.

## أعلام
- جاك فينش
- آرثر كوكس